# Józefina (powiat wieruszowski)
Józefina – wieś w Polsce położona w województwie łódzkim, w powiecie wieruszowskim, w gminie Lututów.
W latach 1975–1998 miejscowość należała administracyjnie do województwa sieradzkiego.